# Thuiaria gonorhiza
Thuiaria gonorhiza är en nässeldjursart som beskrevs av Nikolai Alexsandrovich Naumov 1952. Thuiaria gonorhiza ingår i släktet Thuiaria och familjen Sertulariidae. Inga underarter finns listade i Catalogue of Life.